# Esteban Chassaing
Esteban Chassaing (1864-desconocido) fue un abogado argentino que se desempeñó brevemente como gobernador del Territorio Nacional de Santa Cruz brevemente en 1911.

## Biografía
De origen francés, hijo de Juan Chassaing —quien había logrado destacarse como diputado nacional mitrista y periodista, y falleció a corta edad— y Agustina Martínez, era doctor en leyes. Fue miembro del Consejo General de Educación de la provincia de Buenos Aires.
En 1911 fue designado gobernador del Territorio Nacional de Santa Cruz por el presidente Roque Sáenz Peña, en reemplazo de Manuel Vignardel, que había sido intervenido a fines de 1910. Asumió el cargo el 27 de febrero de 1911 y renunció a finales de ese mismo año. Durante su breve gestión, el presidente Sáenz Peña visitó la capital territorial Río Gallegos, conformando una comisión de recepción, y se realizó un censo en la misma localidad para crear un órgano municipal electivo.
Fue uno de los fundadores del Club Británico de Río Gallegos. Su familia se encontraba vinculada a distintas instituciones británicas en el país, como el Hospital Británico de Buenos Aires. Fue retratado por el pintor argentino Prilidiano Pueyrredón, siendo la obra parte de la colección del Museo Provincial Udaondo, aunque no exhibida salvo en ocasiones especiales.